# Sanyo PHC-30
Sanyo PHC-30 (PHC-30) је био кућни рачунар фирме Санио (Sanyo) који је почео да се производи у Јапану од 1984. године.
Користио је Z80A као микропроцесор. RAM меморија рачунара је имала капацитет од 16 KB. 
Као оперативни систем кориштен је MSX-DOS.

## Детаљни подаци
Детаљнији подаци о рачунару PHC-30 су дати у табели испод.
|                       |                                                                  |
| [ 1 ]                 |                                                                  |
| Произвођач            | Санио                                                            |
| Тип                   | кућни рачунар                                                    |
| Меморија              | 16 KB                                                            |
| Поријекло             | Јапан                                                            |
| Година                | 1984                                                             |
| Тастатура             | квалитетна тастатура са тастерима смјера и функцијским тастерима |
| Процесор              |                                                                  |
| Фреквенција процесора | 3,6                                                              |
| RAM                   | 16 KB                                                            |
| ROM                   | 32 BASIC/BIOS (MSX BASIC V1.0)                                   |
| Текст                 | мод 0: 40 x 24                                                   |
| Графика               | мод 2: 256 x 192 са 16 боја (висока резолуција)                  |
| Боја                  | 16                                                               |
| Звук                  | General Instruments AY-3-8910 програмибилни генератор звука      |
| Димензије             | 307 x 210 x 33 / 1560 g                                          |
| Портови               |                                                                  |
| Оперативни систем     |                                                                  |